# Heidenreich Vincke von Overberg
Heidenreich Vincke von Overberg (... – 29 luglio 1450) fu Gran Maestro dell'Ordine di Livonia, in carica dal 1435 al 1437, anno della sua morte.

## Biografia
Vincke proveniva da Kamen, in Vestfalia. Assunse il ruolo di komtur di Lihula dal 1427 al 1430 (o 1432), dopodiché divenne commendatore di Kuldīga nel 1434. Successivamente, fu per breve tempo espulso dal comando superiore, probabilmente a causa dello spoil system (per utilizzare un termine moderno) messo in atto dall'allora Landmeister Frank Kirskorf, sostenuto dai membri della Renania che si contrapponevano a quelli della Vestfalia, che von Overberg supportava.
Dal 1435 al 1438 fu ufficiale giudiziario presso Võnnu: il suo "buon governo" attirò l'attenzione di Gottfried von Rodenberg (anch'egli della Vestfalia), Landmarschall che assunse temporaneamente il ruolo di guida dell'Ordine di Livonia al posto del defunto Heinrich von Böckenförde. Tale appoggio risultò decisivo nella nomina di Vincke von Overberg che si tenne nel 1438.
Vincke morì di morte naturale il 29 luglio 1450.

## La contrapposizione politica Renania-Westfalia
Il "partito" della Renania, sostenitore nelle elezioni del 1438 dell'ufficiale giudiziario Heinrich von Notleben operante presso Järva come Landmeister, ne usciva sconfitto. Non bastò l'appoggio del Gran maestro dell'Ordine teutonico Paul von Rusdorf, simpatizzante di quest'ultimo. Nel 1441, Vincke fu confermato maestro dell'Ordine Livoniano. La strada che portò alla nomina di von Overberg fu assai più impervia.
Dopo la firma della pace di Brześć Kujawski nell'ambito della guerra civile lituana (1432-1438), i cavalieri di Livonia già maturarono l'idea di apportare alcune modifiche al sistema elettivo del Landmeister. Dalla fondazione dei cavalieri portaspada, la tendenza era sempre stata, salvo situazioni eccezionali, quella di presentare al capo dell'Ordine teutonico di turno il nome di due candidati più votati alla posizione di guida di Livonia e l'Hochmeister sceglieva quello da lui preferito. Il quadro politico nato dopo la battaglia di Grunwald (1410) e nei decenni immediatamente successivi, vedeva i teutonici in una fase di lento declino, non più dunque capaci di imporre le proprie scelte all'interno della contrapposizione politico-amministrativa recentemente sviluppatasi in seno ai livoniani tra Renania e Vestfalia. In un primo momento, i teutonici contennero le spinte dei livoniani, sostenendo che sarebbe stato loro possibile presentare il candidato vincitore, rappresentante della fazione renana o westfaliana che fosse, indicando anche lo sconfitto: in tal modo, lo Hochmeister avrebbe potuto scegliere se approvare o annullare l'elezione: tale schema sembrò funzionare per un decennio ma, nei fatti, i teutonici solo utopisticamente sarebbero stati in grado di disapprovare le scelte dei livoniani per ragioni politiche. Il rifiuto sembrava pertanto delegato a meri vizi formali.
Quando all'Hochmeister Paul von Rusdorf fu presentata la scelta tra Vincke von Overberg e il sopraccitato Heinrich von Notleben, egli decise di varcare quel confine che sembrava essersi affermato nella prassi. Pertanto, bocciò la scelta di von Overberg, mostrando chiaramente preferenze, come si diceva, per i cavalieri della Renania e per il loro candidato.
Ne nacque un aspro confronto, che culminò con la scelta da parte dell'Ordine di Livonia di rifiutare la decisione del Gran maestro teutonico e conferire poteri immediati a von Overberg. Il "partito" della Westfalia assunse una posizione di forza che difficilmente poteva essere intaccata dai teutonici, e per le ragioni storiche suddette e perché impegnati già con altre questioni interne ed esterne che non potevano essere ignorate. Fu solo nel 1441, a tre anni dalla votazione, che l'Hochmeister accettò la situazione che si era venuta a creare, riconoscendo Heidenreich Vincke von Overberg come guida dei cavalieri di Livonia. Inoltre, da quel momento, i teutonici rinunciarono al diritto di decidere (o meglio di accettare) chi doveva diventare Landmeister.